# Keijo Kuntola
Keijo Ilmari Kuntola (ur. 28 lutego 1954 w Kurikka) – fiński biathlonista, pięciokrotny medalista mistrzostw świata juniorów. Pierwszy sukces osiągnął w 1972 roku, kiedy na MŚJ w Linthal zdobył brązowy medal w biegu indywidualnym. Na rozgrywanych rok później MŚJ w Lake Placid był drugi w sztafecie. Najlepsze wyniki osiągnął podczas MŚJ w Mińsku w 1974 roku, gdzie był najlepszy w sztafecie i drugi w biegu indywidualnym. Zdobył też brązowy medal w sztafecie na MŚJ w Anterselvie w 1975 roku. W 1980 roku wystąpił na igrzyskach olimpijskich w Lake Placid, gdzie zajął 35. miejsce w biegu indywidualnym oraz siódme w sztafecie. Był też między innymi szósty w sztafecie podczas mistrzostw świata w Lahti w 1981 roku. W Pucharze Świata jeden raz stanął na podium: 14 marca 1980 roku w Lahti był trzeci w biegu indywidualnym. Wyprzedzili go tam jedynie Władimir Gawrikow z ZSRR i Mathias Jung z NRD.

## Osiągnięcia

### Igrzyska olimpijskie
| Rok  | Miejscowość | Konkurencje | Konkurencje | Konkurencje | Konkurencje | Konkurencje | Konkurencje | Konkurencje |
| Rok  | Miejscowość | IN          | SP          | PU          | MS          | RL          | MR          | SR          |
| ---- | ----------- | ----------- | ----------- | ----------- | ----------- | ----------- | ----------- | ----------- |
| 1980 | Lake Placid | –           | 35.         | nd.         | nd.         | 7.          | nd.         | –           |

### Mistrzostwa świata
| Rok  | Miejscowość | Konkurencje | Konkurencje | Konkurencje | Konkurencje | Konkurencje | Konkurencje | Konkurencje |
| Rok  | Miejscowość | IN          | SP          | PU          | MS          | RL          | MR          | SR          |
| ---- | ----------- | ----------- | ----------- | ----------- | ----------- | ----------- | ----------- | ----------- |
| 1981 | Lahti       | –           | –           | nd.         | nd.         | 6.          | nd.         | –           |
| 1983 | Anterselva  | –           | 33.         | nd.         | nd.         | –           | nd.         | –           |

### Puchar Świata

#### Miejsca w klasyfikacji generalnej
| Sezon     | Miejsce |
| --------- | ------- |
| 1977/1978 | ?       |
| 1979/1980 | ?       |
| 1982/1983 | ?       |

#### Miejsca na podium chronologicznie
| Lp. | Dzień    | Rok  | Miejscowość | Konkurencja                | Lokata | Pudła   | Czas biegu | Strata  | Zwycięzca         |
| --- | -------- | ---- | ----------- | -------------------------- | ------ | ------- | ---------- | ------- | ----------------- |
| 1.  | 14 marca | 1980 | Lahti       | Bieg indywidualny na 20 km | 3.     | 1+0+0+0 | 1:16:50,3  | +2:31,6 | Władimir Gawrikow |